# Wilkowice (powiat bielski)
Wilkowice (niem. Abtsdorf lub Wolfsdorf) – wieś w Polsce, położona na terenie Małopolski, w obecnym województwie śląskim, w powiecie bielskim, siedziba władz gminy Wilkowice. Dawniej wieś była siedzibą gminy Bystra-Wilkowice.
Powierzchnia sołectwa w 2019 wynosiła 1750 ha, a liczba ludności 6650 osób, co daje gęstość zaludnienia równą 380 os./km².
Wilkowice są siódmą największą wsią w województwie śląskim wg liczby ludności (2012).

## Położenie
Wieś leży w dolinie rzeki Białej, na południe od Bramy Wilkowickiej, w północnej części Kotliny Żywieckiej u podnóży Beskidu Małego. Miejscowość jest częścią aglomeracji bielskiej. Miejscowość leży 71,5 km od Katowic, 93 km od Krakowa i 13 km od centrum Bielska-Białej.
Współrzędne GPS wsi Wilkowice to (19.091111, 49.761667).

## Geografia

### Ukształtowanie powierzchni[9]
Na ukształtowanie powierzchni Wilkowic wpłynęły ruchy górotwórcze, w wyniku których powstał Beskid Mały, u podnóża którego leży obecna wieś. Miejscowość stromo opada od pasma Magurki Wilkowickiej na zachód ku Kotlinie Żywieckiej i Bramie Wilkowickiej. Najwyższym punktem na terenie wsi jest Magurka, zaś najniższym - okolice ul. Granicznej.
- Najwyżej położony punkt: 909 m n.p.m.
- Najniżej położony punkt: 380 m n.p.m.
- Średnia wysokość wsi: między 400–650 m n.p.m.

Powierzchnia Wilkowic jest równa 1750 ha. Obszar ten pokrywają:
- tereny leśne: w 60%
- tereny zabudowane: w 25%
- tereny pozostałe: w 15%

### Cieki wodne i zbiorniki
Na terenie sołectwa Wilkowice swe źródła biorą rzeki: Wilkówka, Skleniec, Zimnik, Mała Straconka (dopływ Straconki) i Wieśnik. Ponadto przez wieś przepływają Biała i Mesznianka.
Na terenie Wilkowic znajdował się zbiornik retencyjny, będący wówczas jedynym tak dużym akwenem w całej Gminie Wilkowice. Jego budowę rozpoczęto w roku 2010, a zakończono po kilku latach. Wilkowicki projekt zbiornika małej retencji kosztował 7 mln złotych. Inwestorem obiektu był Śląski Zarząd Melioracji i Urządzeń Wodnych w Katowicach. Jego celem była ochrona położonych w dolinie Wilkówki zabudowań i zbiór wody w razie ewentualnej klęski żywiołowej.
Po oddaniu zbiornika do użytku przez wiele lat nigdy do końca nie został on napełniony wodą. Pojawiały się głosy, że obiekt przecieka i ma wady konstrukcyjne. Po zawiadomieniu przez dyrektora Państwowego Gospodarstwa Wodnego Wody Polskie, Zarząd Zalewni w Katowicach, prokuratura w Bielsku-Białej wszczęła w tej sprawie 3 października 2018 roku śledztwo w sprawie niedopełnienia obowiązków lub przekroczenia uprawnień oraz narażenia Skarbu Państwa na szkodę wielkich rozmiarów. Śledztwo to ostatecznie zostało umorzone postanowieniem z dnia 25 września 2019 r. z powodu braku danych dostatecznie uzasadniających podejrzenie popełnienia czynu.
W międzyczasie z powodu intensywnych opadów deszczu w nocy z 22 na 23 maja 2019 r. potok Wilkówka gwałtownie wezbrał i w krótkim czasie zapełnił zbiornik wodą. Woda szybciej wpływała do zbiornika niż z niego wypływała. Istniało realne zagrożenie, że woda przeleje się przez koronę zapory lub ta zostanie przerwana i woda zaleje niżej położone domy. Straż pożarna zmuszona była wypompowywać wodę ze zbiornika przy pomocy specjalistycznych pomp, konieczna była ewakuacja blisko stu mieszkańców. W wyniku tego Wojewódzki Inspektor Nadzoru Budowlanego w Katowicach podjął decyzję o rozebraniu zbiornika. wraz ze wszystkimi obiektami towarzyszącymi. Planowana rozbiórka powinna się była zakończyć uporządkowaniem terenu do 30 listopada 2021 r. Koszt rozbiórki wyceniono na 5,5 mln zł.

## Integralne części wsi
| przysiółki | Huciska, Magurka, Skleniec                                                                                             |
| części wsi | Działy, Górne Wilkowice, Grabecznik, chrapa, Kapla, Kukrzysko, Pańskie Pola, Polkowice, Potoczek, Resztówka, Straconka |

## Historia
Wilkowice prawdopodobnie założone zostały przez cystersów z Rud k. Raciborza w latach 1310–1320, kiedy to opatem był Baldwin przezywany Wilkiem. Po raz pierwszy wieś wzmiankowana została w łacińskim liście z 22 kwietnia 1364 jako Abbatisvilla (wieś opata), który wymienia również dwie inne posiadłości cystersów z Rud k. Raciborza, mianowicie Łodygowice (Ludovicivilla) i Pietrzykowice (Petrivilla). List ten był związany z zatargiem o dochody i podatki książęce między cystersami a księciem oświęcimskim Janem Scholastykiem, w wyniku którego doszło do najazdu księcia na te ziemie i ich złupienia. Powyższe trzy wsie mogły być przynajmniej częściowo osiedlone przez osadników niemieckich, lecz jedynie w Wilkowicach według szesnastowiecznych wizytacji biskupich mieszkańcy wciąż nie wszyscy mieszkańcy posługiwali się językiem polskim, pozostałe wsie były już wówczas w pełni polskojęzyczne, jednak jeszcze przed rozbiorami Polski Wilkowice także były już w pełni polskie pod względem ludności Po unii lubelskiej, latach 1569–1772, miejscowość była częścią województwa krakowskiego i stanowiła część prowincji małopolskiej.
Dalsza historia Wilkowic to przerzucanie wsi z rąk do rąk, o czym świadczy litania nazwisk szlacheckich rodów, które były właścicielami Wilkowic: Komorowscy, Zbarascy, Wiśniowieccy, Warszyccy, Wielkopolscy, a po rozbiorach Polski Habsburgowie. Wilkowice przez lata wiele też wycierpiały. W czasie potopu szwedzkiego wieś wraz z Mikuszowicami została spalona przez najeźdźców.
W wyniku I rozbioru Polski w 1772 miejscowość znalazła się pod panowaniem austriackich Habsburgów (zabór austriacki), jako część Królestwa Galicji i Lodomerii (Galicji). Około 1850 roku na życzenie Leonarda Wilskiego w Wilkowicach został wybudowany neoklasycystyczny dwór. W 1867 roku, po reformie w Galicji i usunięciu cyrkułów, Wilkowice zostały włączone w skład powiatu bialskiego. W 1886 roku w Wilkowicach powstał przystanek kolei Wilkowice-Bystra.
Według austriackiego spisu ludności z 1900, w 278 budynkach w Wilkowicach (gmina i „Gutsgebiete”, bez obecnego przysiółka Huciska) na obszarze 1394 hektarów mieszkało 2429 osób (gęstość zaludnienia 174,2 os./km²), z czego 2406 (99,1%) było katolikami, 21 (0,9%) wyznawcami judaizmu, 2417 (99,5%) było polsko- a 9 niemieckojęzycznymi.
Po I wojnie światowej Wilkowice znalazły się w granicach II Rzeczypospolitej, w województwie krakowskim, w powiecie bialskim. W 1929 do Wilkowic przyłączono dotąd niezależną wieś Huciska. W 1934 utworzono gminę Bystra-Wilkowice.
We wrześniu 1939 roku Wilkowice dostały się pod okupację niemiecką, a następnie zostały bezpośrednio przyłączone do Rzeszy Niemieckiej. W czasach okupacji hitlerowskiej wielu mieszkańców zostało przesiedlonych na Zamojszczyznę i Lubelszczyznę. W 1941 roku mieszkańcom Wilkowic groziło wysiedlenie przez administrację okupacyjną, innych zaś prześladowano, mordowano bądź wywożono na roboty do Rzeszy. Wtedy ówczesny proboszcz parafii św. Michała Archanioła w Wilkowicach ks. kan. Zbigniew Przeworski zawierzył parafię Najświętszemu Sercu Pana Jezusa, a do wysiedlenia nie doszło. Od tamtej pory co roku obchodzony jest w Wilkowicach drugi odpust ku czci Najświętszego Serca Pana Jezusa.
W czasie II wojny światowej dwór w Wilkowicach był schronieniem dla wielu postaci polskiej kultury, sztuki, nauki i biznesu. Przebywali tu między innymi: pianista Henryk Sztompka, śpiewaczka Wanda Roesler-Stokowska z córkami, późniejszy rektor Akademii Medycznej Dąbrowski oraz dziedziczka Krystyna Strzembosz. Pod przybranym nazwiskiem ukrywali się tu również żona, córka, syn i wnuczka generała Andersa. To tutaj narodziła się legenda o jego powrocie na białym koniu i wyzwoleniu Polski spod okupacji. W sierpniu 1941 roku po nominacji Generała Władysława Andersa na dowódcę Armii Polskiej, żona Generała Władysława Andersa – Irena z domu Jordan-Krąkowska, pod zmienionym nazwiskiem Irena Miłosz, w obawie o swoje bezpieczeństwo wyjechała do majątku dworskiego w Wilkowicach, należącego do rodziny Wilskich.
5 sierpnia 1944 roku oddział partyzantów Armii Ludowej z grupy Józefa Habdasa ps. „Kwaśny”, w sile siedmiu ludzi zatrzymał się w miejscowości na nocleg. Wskutek zdrady konfidenta, dom został otoczony przez hitlerowców. Doszło do walki. Po skończeniu się amunicji partyzanci pod osłoną nocy próbowali się przebić przez kordon niemiecki. Próba nie powiodła się. Tylko jeden partyzant zbiegł żywy.
W styczniu 1945 roku Wilkowice zostały zajęte przez oddziały sowieckiej Armii Czerwonej, co zakończyło okres okupacji niemieckiej.
Od 1973 roku Wilkowice wraz ze wsiami Bystra i Meszna tworzą Gminę Wilkowice. W latach 1975–1998 miejscowość należała administracyjnie do województwa bielskiego.

## Zmiany liczby ludności
| -         | 1998  | 2002  | 2008  | 2009  | 2011  | 2016  |
| --------- | ----- | ----- | ----- | ----- | ----- | ----- |
| Ogółem    | 5 937 | 6 283 | 6 496 | 6 749 | 6 761 | 6 870 |
| Mężczyźni | 3 090 | 3 270 | 3 377 | 3 515 | 3 517 | –     |
| Kobiety   | 2 847 | 3 013 | 3 119 | 3 234 | 3 244 | –     |

## Komunikacja
Przez Wilkowice kursują autobusy PKS Bielsko-Biała do przystanku Wilkowice Granica oraz dalej do Pietrzykowic oraz Bielska-Białej (Żywiecka – Lwowska – Piłsudskiego – Wałowa – 3 Maja – dworzec PKS). Przez Wilkowice Sanatorium kursują również autobusy w kierunku Żywca, jak i do Bielska-Białej. Do Wilkowic Górnych kursuje także linia nr 2 z MZK Bielsko-Biała, którą można dojechać do centrum miasta (przystanek Dmowskiego/Urząd Miejski), a także w rejon Dworca PKS i PKP (przystanek 3 Maja/Dworzec).
Na terenie miejscowości znajduje się stacja kolejowa Wilkowice Bystra. Stacja posiada 2 perony odjazdowe. Budynek dworca jest zaniedbany.

## Przemysł
Na terenie Wilkowic, sąsiedniej Mesznej oraz Rybarzowic w latach 2010–2013 rozbudowywano specjalną strefę przemysłową, będącą częścią BOP-u i Bielskiej Specjalnej Strefy Ekonomicznej. Przez strefę przemysłową przebiega droga ekspresowa S1, a także ulica E. Kwiatkowskiego, ulica Furmaniec i ulica Wilkowska (Rybarzowice). Na terenie przemysłowym znajduje się ponad 12 przedsiębiorstw i magazynów. Do największych z nich należą Bulten Polska, Lenko S.A., Prosperplast sp z.o.o. i Eko-Wtór Jakubiec.

## Edukacja
W Wilkowicach zgodnie z reformą edukacyjną z roku 2017, w miejscowości znajdują się:

### Przedszkola
- Przedszkole publiczne w Wilkowicach[25]
- Niepubliczne Przedszkole „Mądra Sówka”

### Szkoły podstawowe
- Szkoła podstawowa nr. 1 im. Władysława Jagiełły w Wilkowicach[26]
- Szkoła podstawowa nr.2 im. Królowej Jadwigi w Wilkowicach (dawne gimnazjum)[27]

## Sport
Na terenie miejscowości funkcjonuje kilka boisk piłkarskich, kompleks sportowy „Orlik” oraz Gminny Ośrodek Sportu i Rekreacji GOSIR w Wilkowicach. Na terenie miejscowości działa założony w 1946 klub piłkarski GLKS Wilkowice występujący w bielskiej grupie klasy okręgowej. Klub posiada własny stadion (ul. Samotna 12), o wymiarach 100 × 65 z widownią na 500 miejsc. Zespół używa barw czerwono-zielono-żółtych, strojów żółto-czarnych (dom) i niebiesko-czarnych (wyjazd).
W Wilkowicach corocznie odbywają się liczne imprezy sportowe. Należą do nich między innymi „Uphill Magurka MTB”, „Puchar Magurki w biegach narciarskich śladami Arcyksiężnej Marii Teresy Habsburg” oraz „Bieg górski Wilkowice-Magurka”. Oprócz wcześniej wspomnianych wydarzeń, w Wilkowicach organizowane są zawody rowerów MTB, będące częścią Pucharu Europy Centralnej oraz eliminacją do Pucharu Świata w Enduro MTB.
Przez Wilkowice przebiegają następujące szlaki rowerowe:
- TRASA 2 Beskidzkiego Towarzystwa Cyklistów: Bielsko-Biała - Wilkowice Huciska - Łodygowice - Kalna - Lipowa - Ostre - Lipowa - Słotwina - Meszna - Bielsko-Biała[32]
- TRASA 3 Beskidzkiego Towarzystwa Cyklistów: Bielsko-Biała - Wilkowice - Łodygowice - Zarzecze - Tresna - Żar - Międzybrodzie Bialskie - Podlesie - Kozy - Bielsko-Biała[33]
- SZLAK KORONA GÓR POLSKI (Etap 12): Szczyrk Skrzyczne - Buczkowice - Bystra - Wilkowice Magurka - Czupel - Bierna - Tresna - Żar[34]
- TRASA NA MAGURKĘ WILKOWICKĄ: Bielsko-Biała Straconka - Przełęcz Przegibek - Wilkowice Magurka - Wilkowice Skrzyżowanie[35]

## Turystyka
Letniskowa wieś jest punktem wyjścia szlaków turystycznych w Beskid Mały i Beskid Śląski. Wilkowice leżą u podnóża Magurki Wilkowickiej i Rogacza, skąd prowadzą szlaki do pozostałych części Beskidu Małego. Na terenie wsi funkcjonuje część z prawie 3 km ścieżek rowerowych Gminy Wilkowice. Na stokach Magurki i sąsiednich szczytów wyznakowano trasę biegową z czterema pętlami. Spełnia ona wymogi FIS. Odbywają się tutaj m.in. zawody „Śladami arcyksiężnej Marii Teresy”. Schroniska turystyczne (na Magurce i Rogaczu) zapewniają już część bazy noclegowej dla turystów. Dodatkową atrakcją jest Jaskinia Wietrzna Dziura (zwana także „Smoczą Jamą”) i Skała Czarownic, obie położone na stoku Magurki Wilkowickiej.
Oprócz walorów przyrodniczych w miejscowości znajduje się także kilka zabytkowych obiektów, m.in.
- Dworzec kolejowy Wilkowice-Bystra
- SP ZOZ Szpital Kolejowy[36]
- Parafia św. Michała Archanioła
- Dawny Hotel Kanik (obecnie dom mieszkalny)[37]
- Cmentarz epidemiczny na Kapli z 1847 r. (zachował się 1 nagrobek)[38]
- Cmentarz parafialny przy Parafii św. Michała Archanioła
- Szkoła podstawowa nr. 1 im. Władysława Jagiełły (1916 r.)
- Schronisko PTTK na Magurce Wilkowickiej[39]
- Zabytkowy dworek na skrzyżowaniu ulicy Nadbrzeżnej i Kolejowej
- Pomnik ku czci Bohaterów Odrodzenia Ojczyzny (1921 r.)[40]

## Wspólnoty wyznaniowe
- Kościół rzymskokatolicki – parafia św. Michała Archanioła[41]

## Bezpieczeństwo
Na terenie miejscowości znajdują się następujące służby mundurowe i służby ochrony zdrowia:
POLICJA - Posterunek Policji w Wilkowicach
STRAŻ GMINNA - Straż Gminna Wilkowice
STRAŻ POŻARNA - Ochotnicza Straż Pożarna w Wilkowicach
POGOTOWIE - SP ZOZ Szpital Kolejowy w Wilkowicach-Bystrej

## Postacie związane z Wilkowicami
- Józef Jakubiec – kapitan piechoty Wojska Polskiego i komisarz Straży Granicznej oraz kawaler Virtuti Militari
- Kazimierz Suder – polski duchowny katolicki, kolega seminaryjny Karola Wojtyły
- Władysław Kubik – jezuita, założyciel i pierwszy rektor WSFP Ignatianum
- Anna Pawlusiak – reprezentantka Polski w biegach narciarskich, olimpijka z Innsbrucku (1976)
- Józef Pawlusiak – reprezentant Polski w kombinacji norweskiej, olimpijczyk z Lake Placid (1980)
- Stanisław Pawlusiak – reprezentant Polski w skokach narciarskich, olimpijczyk z Lake Placid (1980)
- Tadeusz Pawlusiak – reprezentant Polski w skokach narciarskich, olimpijczyk z Sapporo (1972) i Innsbrucku (1976)
- Jacek Bożek – założyciel i lider Stowarzyszenia Ekologiczno-Kulturalnego Klub Gaja
- Marek Rączka – brygadier, obecny Komendant Wojewódzki Państwowej Straży Pożarnej w Katowicach
- Andrzej Trojak – muzyk, lider polskiego zespołu country Grupa Furmana
- Halina Kaczmarczyk – artystka, wykorzystuje motyw jajka w swojej twórczości; maluje, tworzy w ceramice, posiada największą w Polsce kolekcję jaj – ponad 1000 sztuk
- Agnieszka Szymańczak – polska biegaczka narciarska
- Jakub Wolny – polski skoczek narciarski

## Galeria[44]

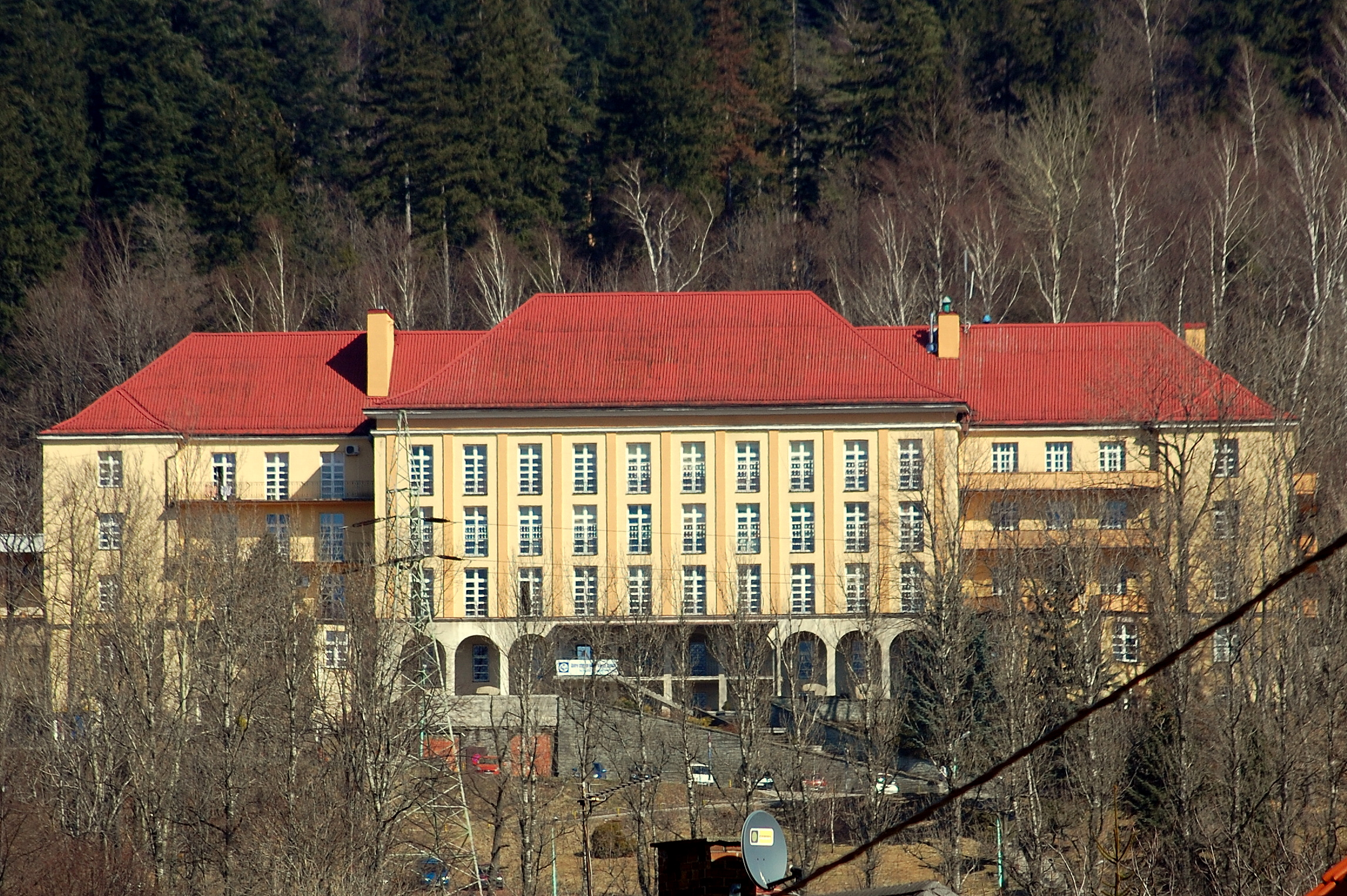
Szpital Kolejowy
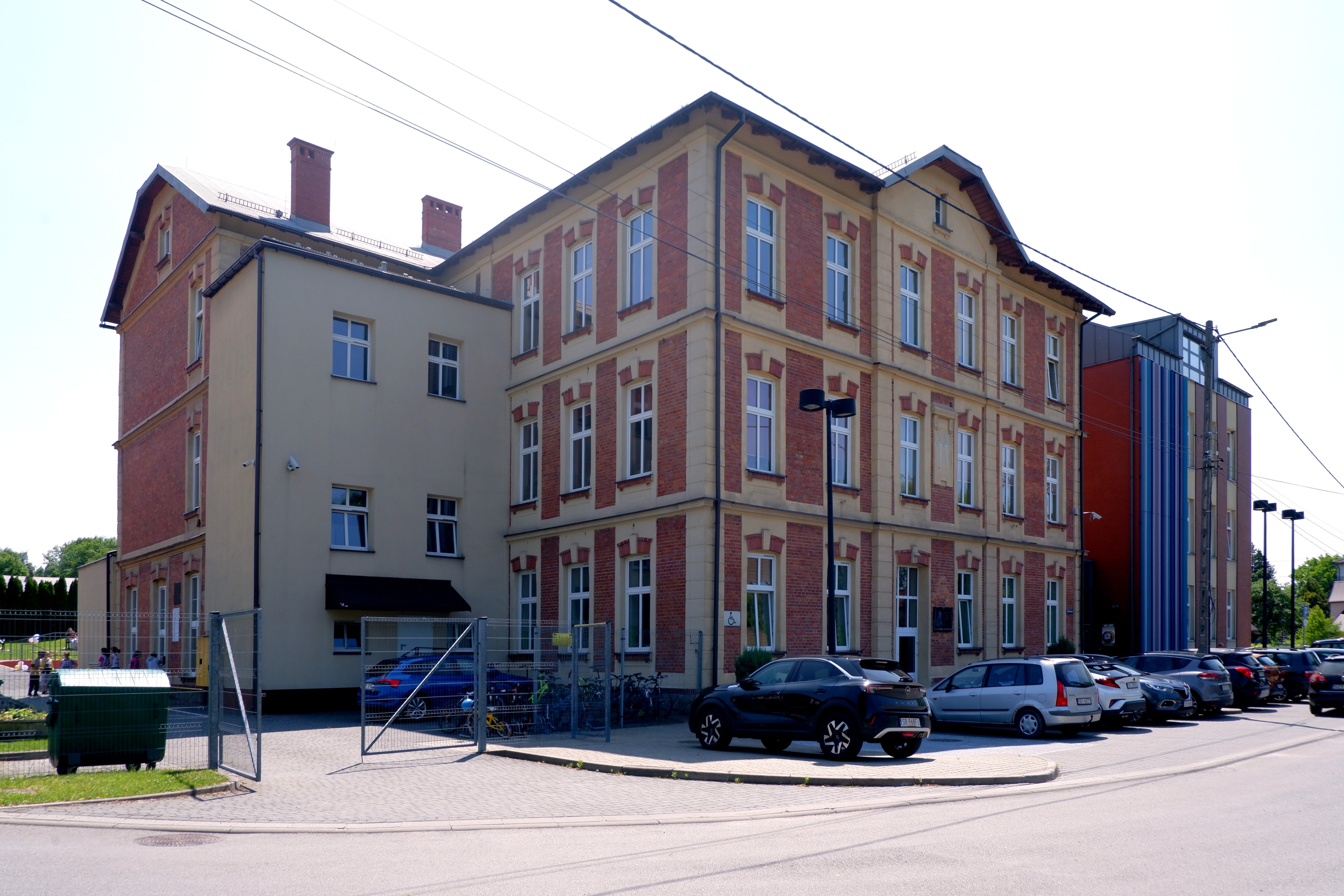
Szkoła podstawowa
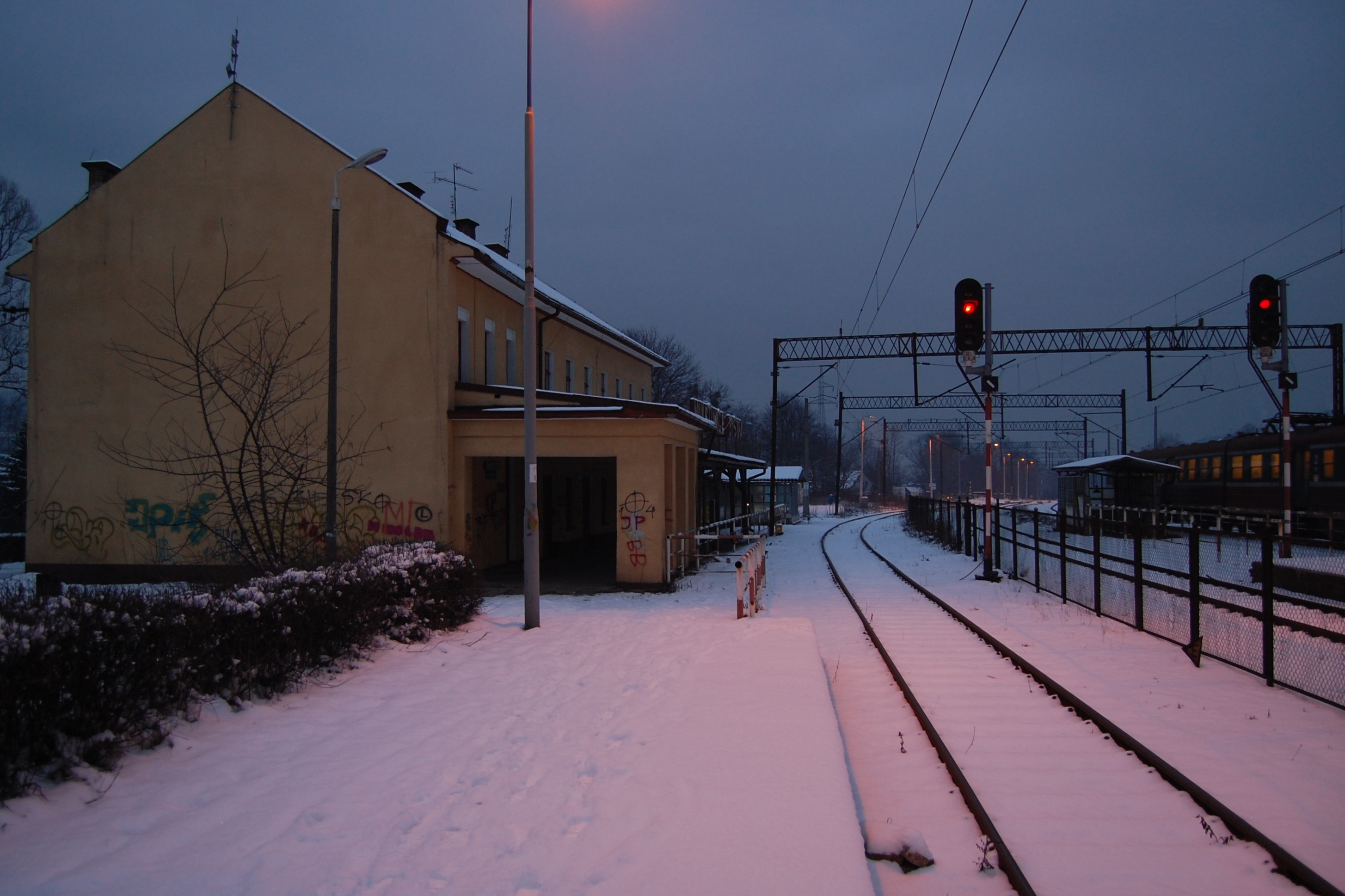
Dworzec Kolejowy Wilkowice-Bystra
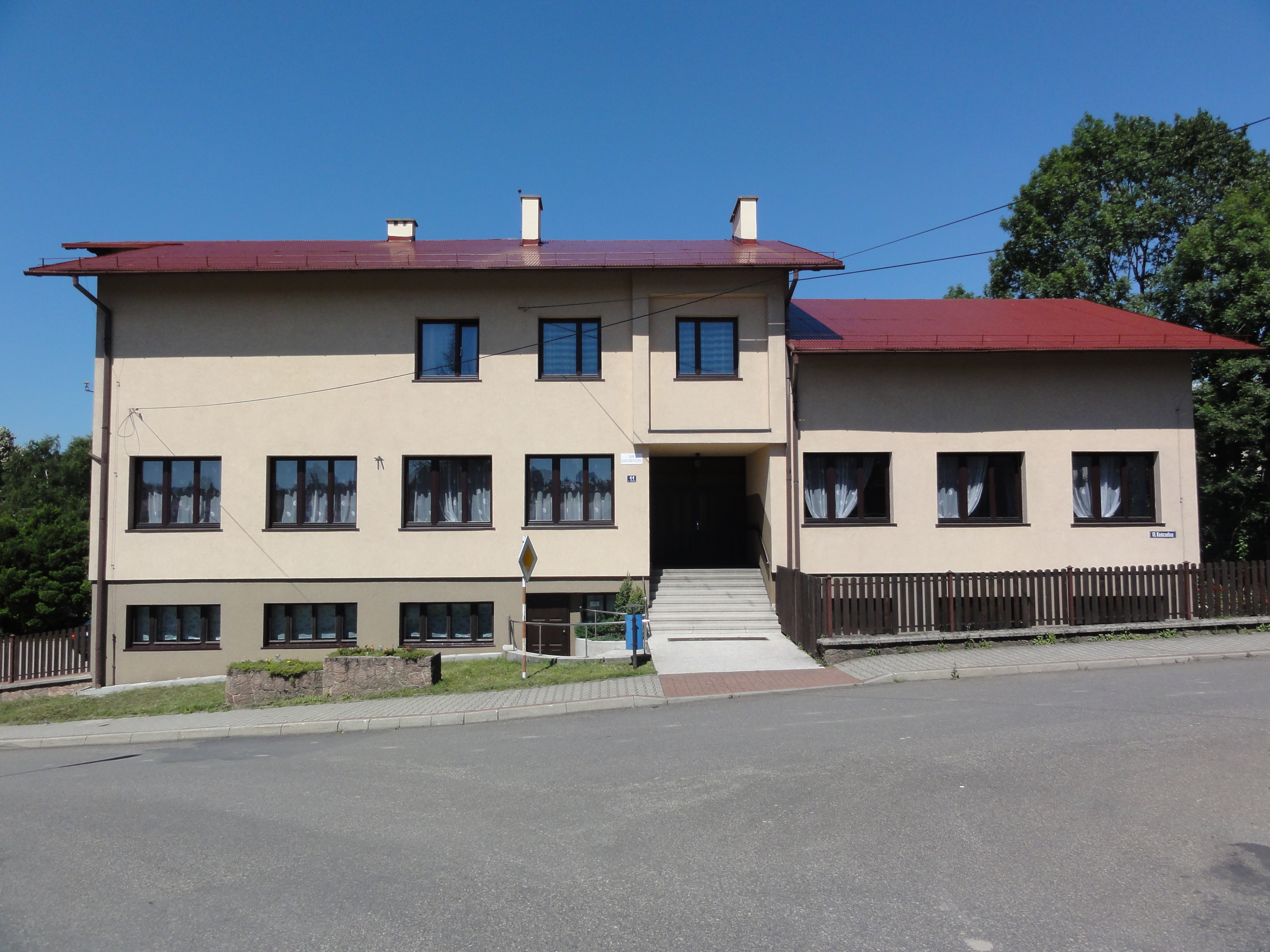
Dom Katechetyczny przy ulicy Kościelnej
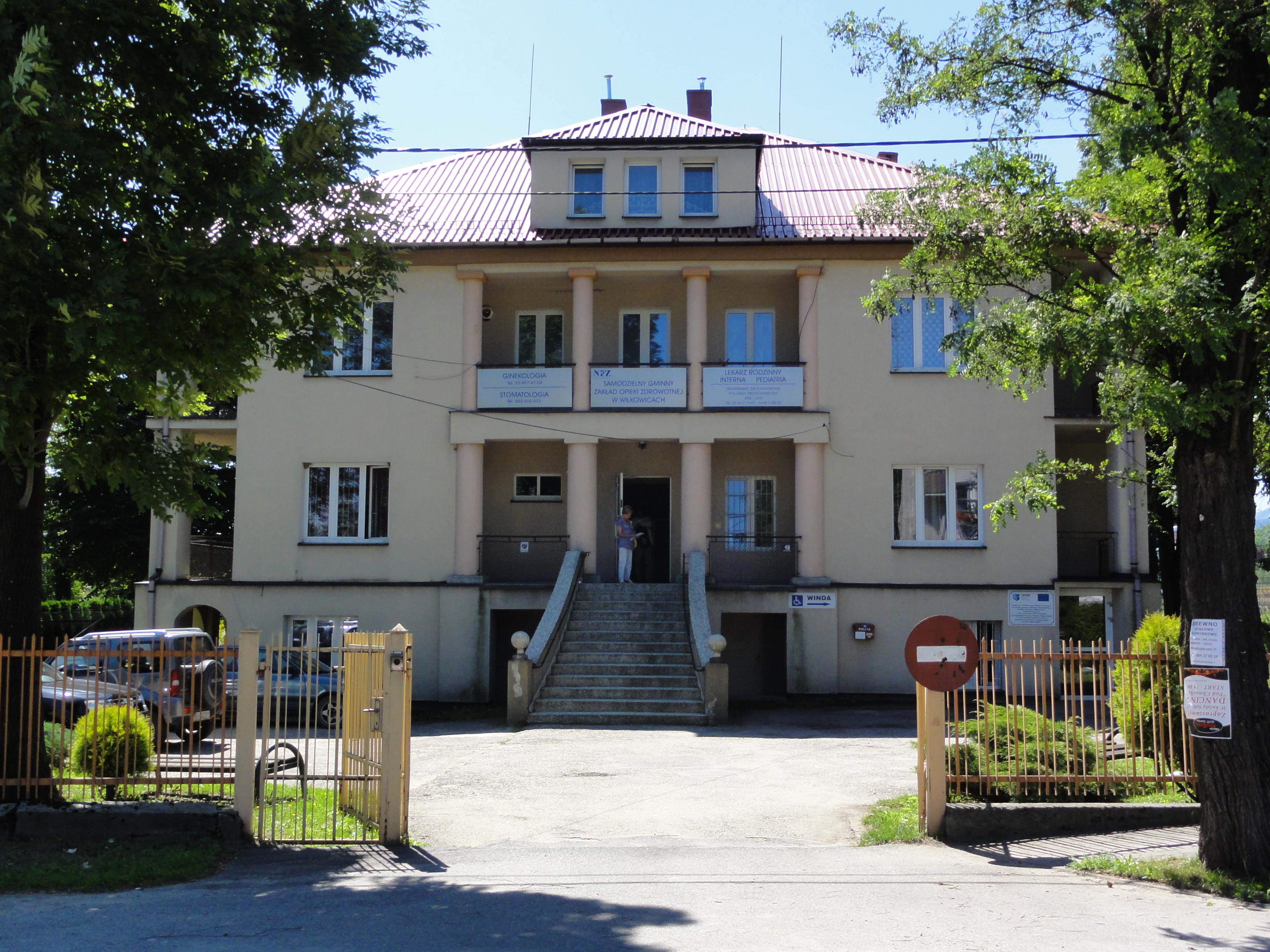
Ośrodek Zdrowia
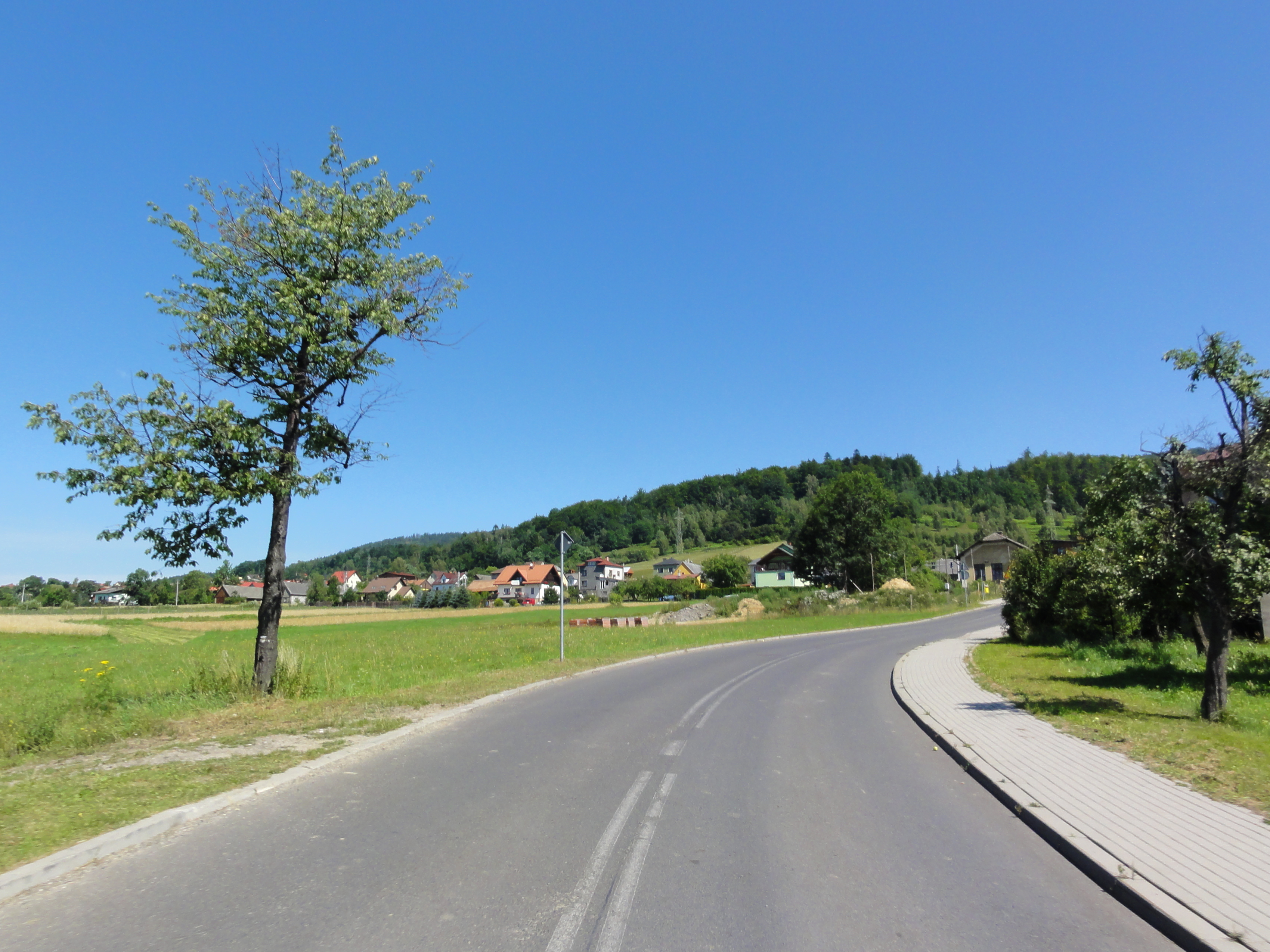
Wilkowice-Huciska
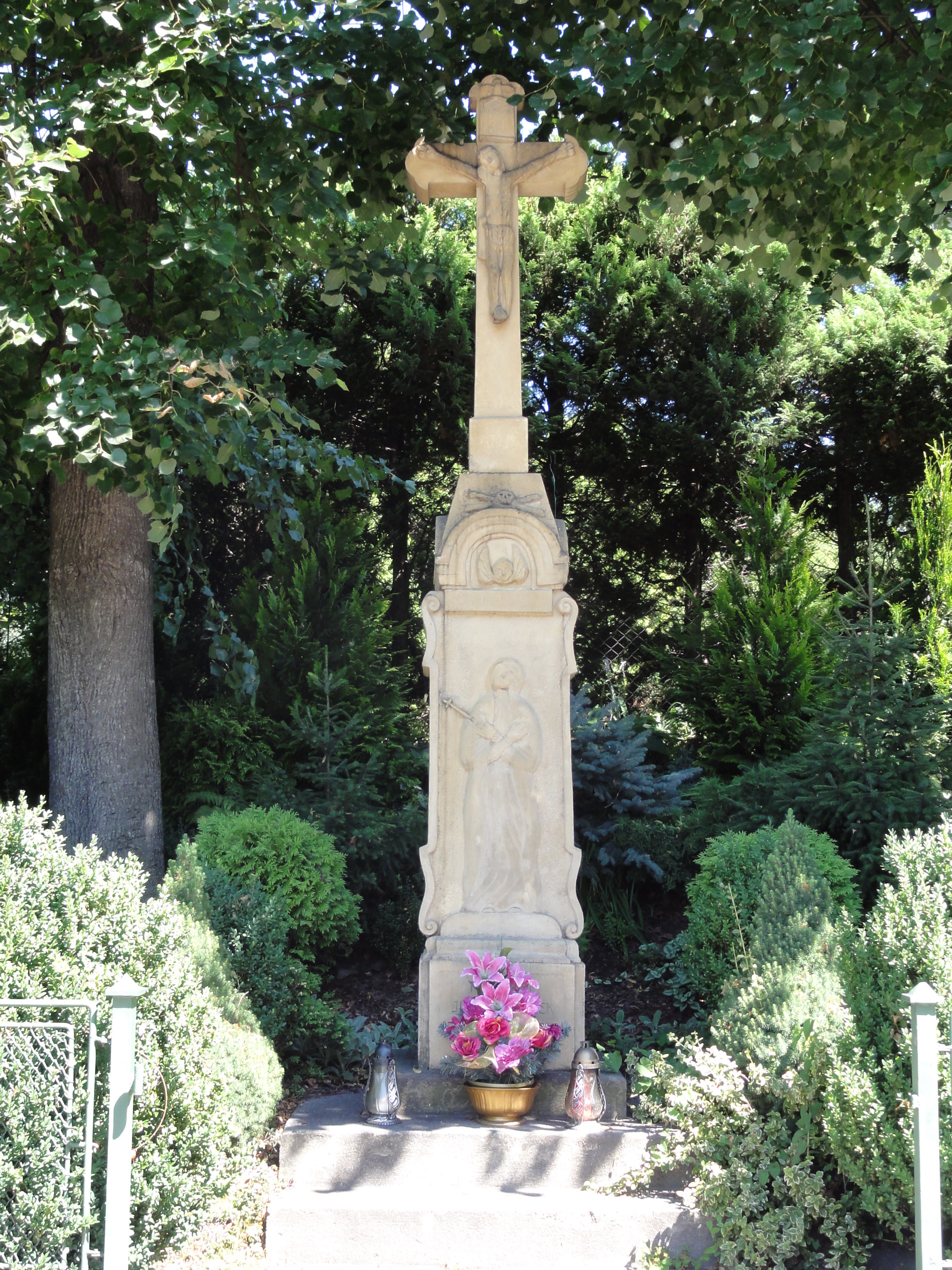
Krzyż przydrożny z 1843 r. przy ul.Kościelnej
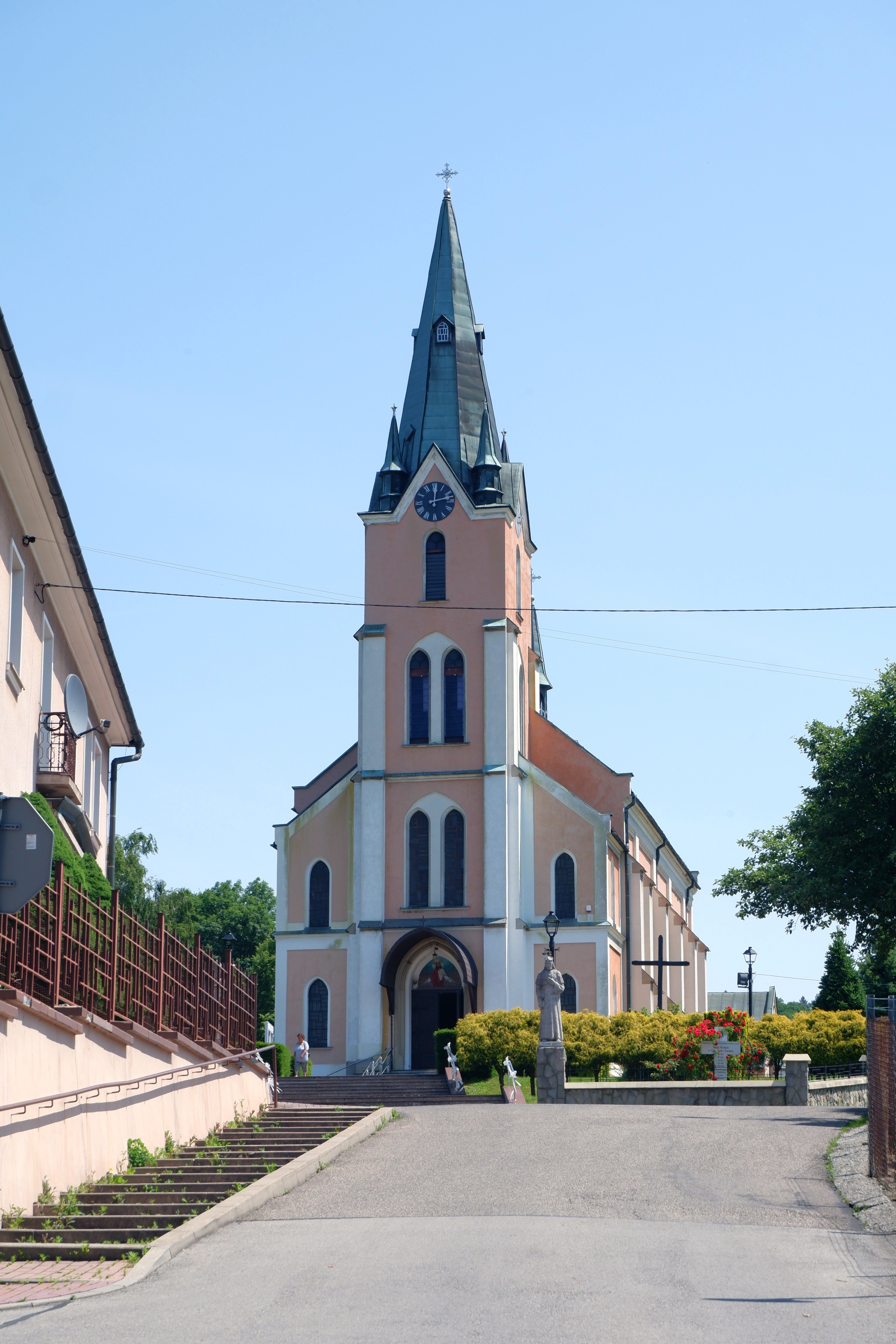
Kościół św. Michała Archanioła
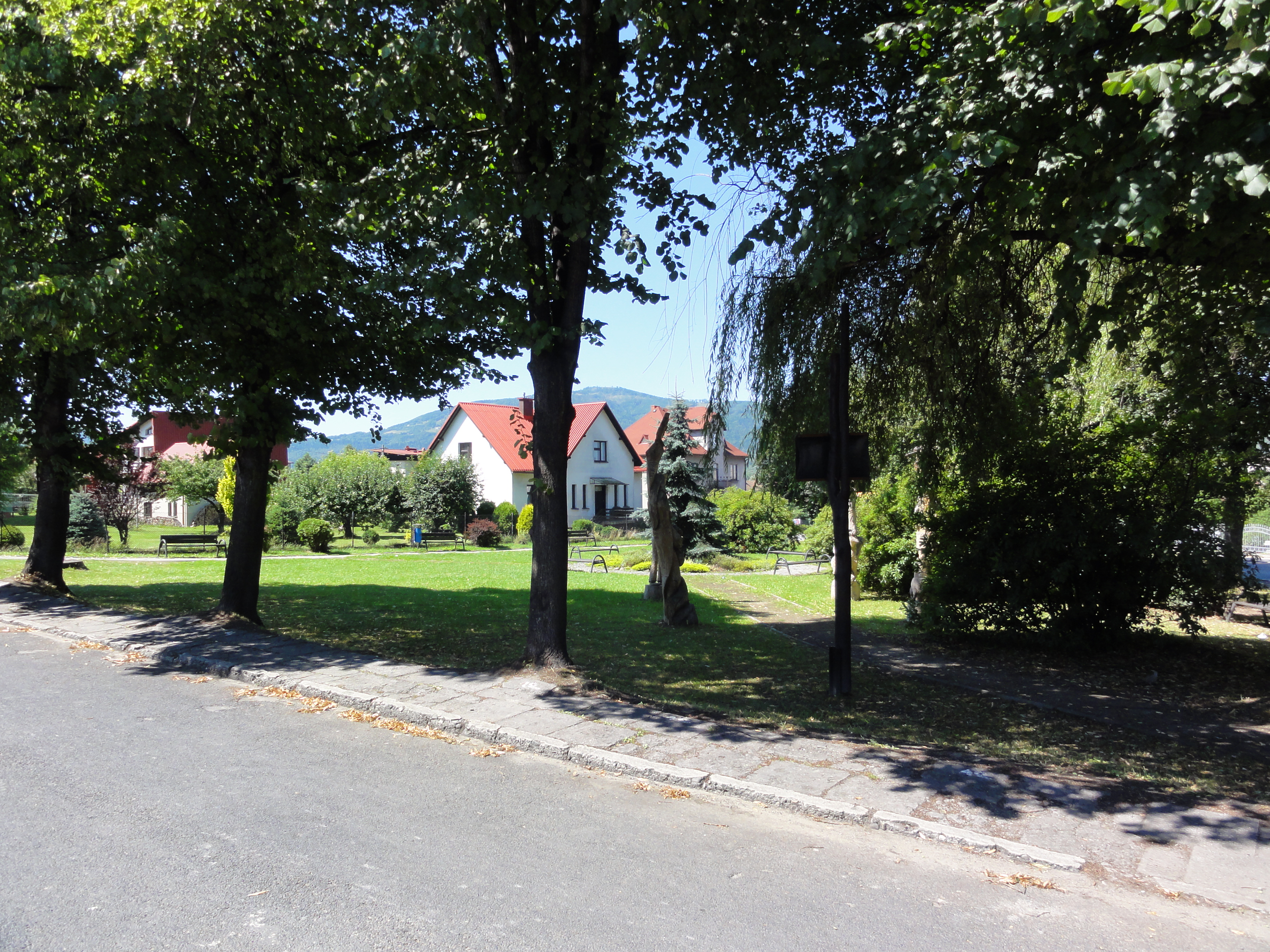
Niewielki park obok OSP
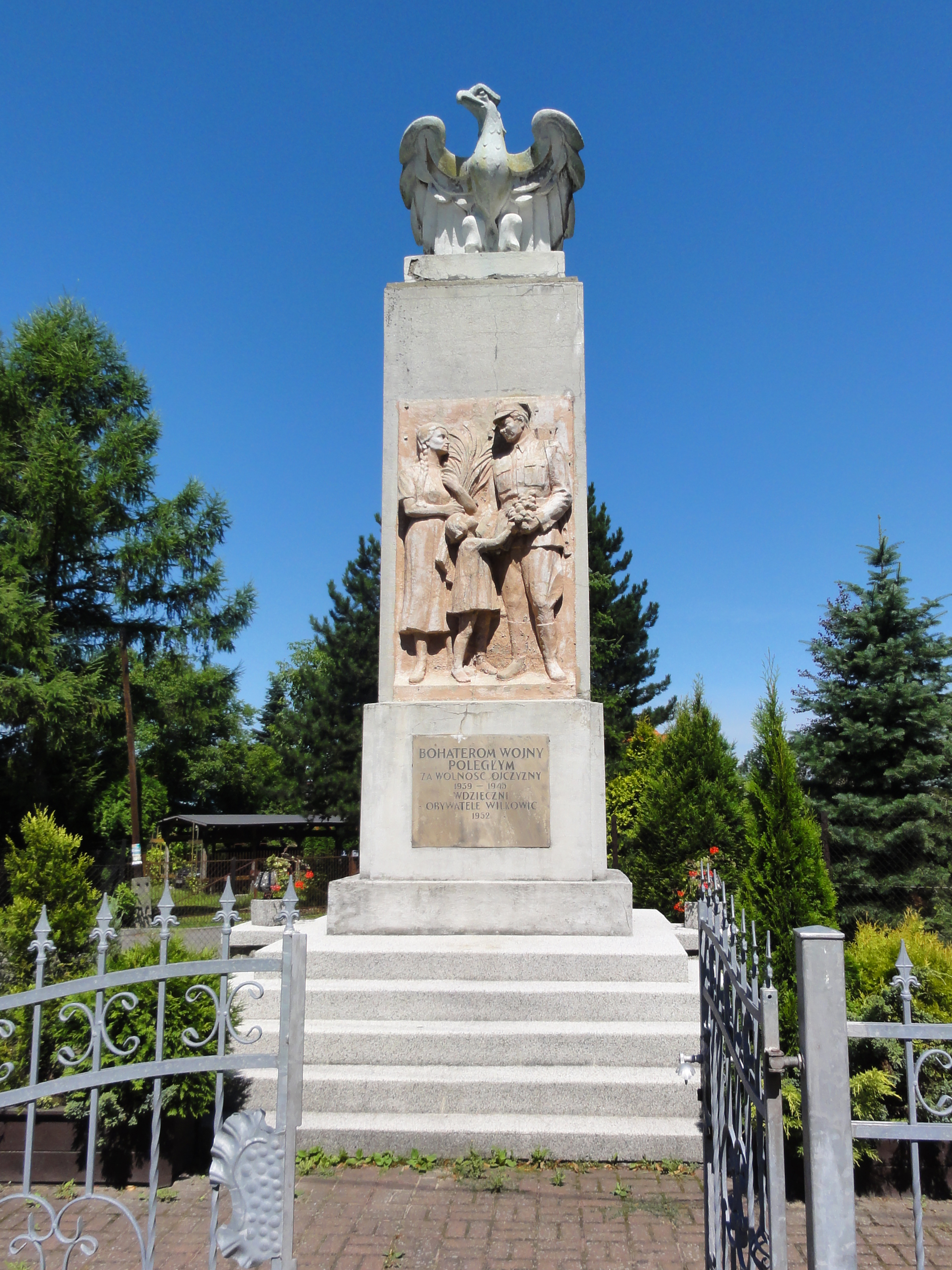
Pomnik ku czci Bohaterom Odrodzenia Ojczyzny
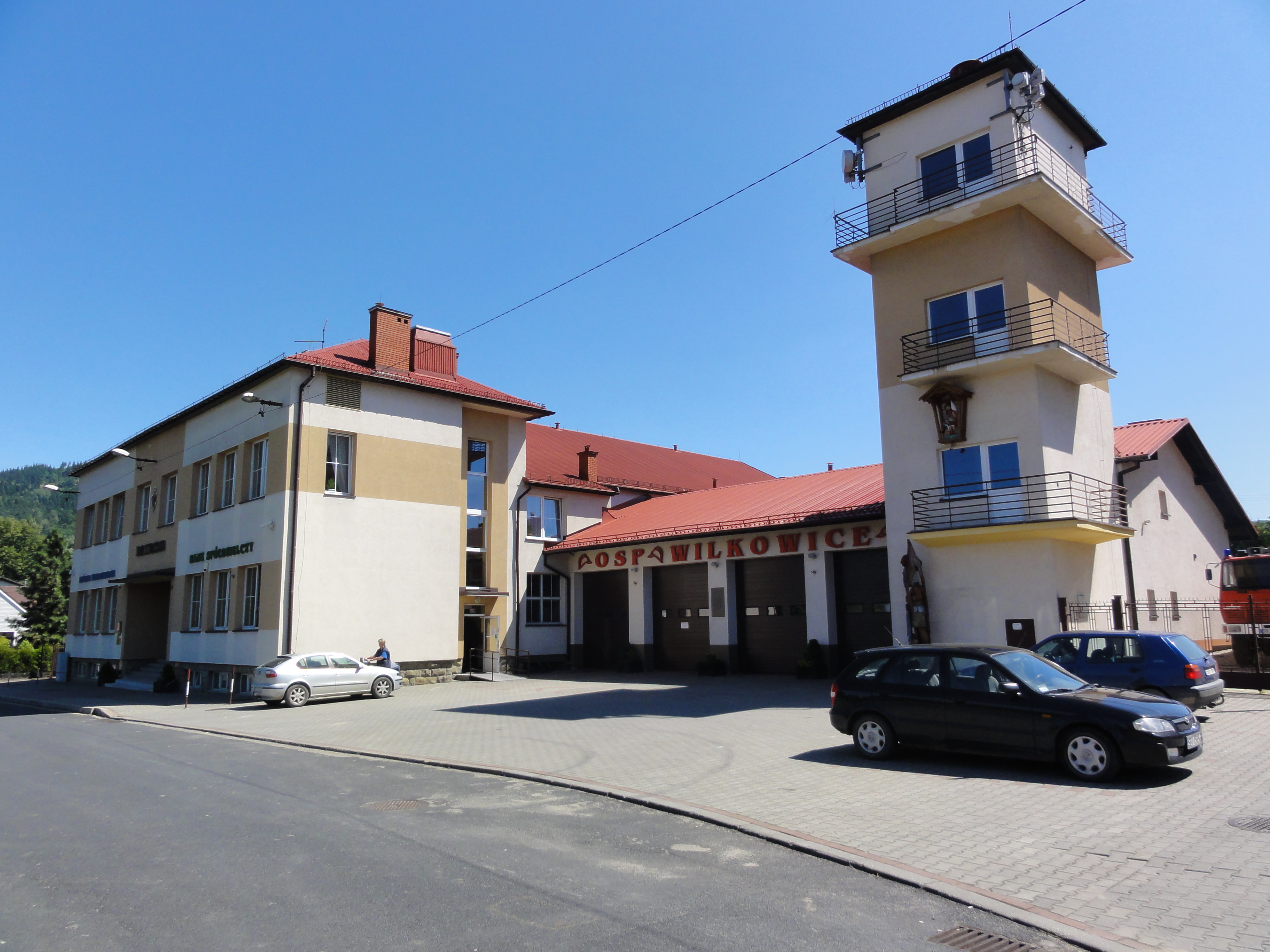
OSP i Dom Strażaka
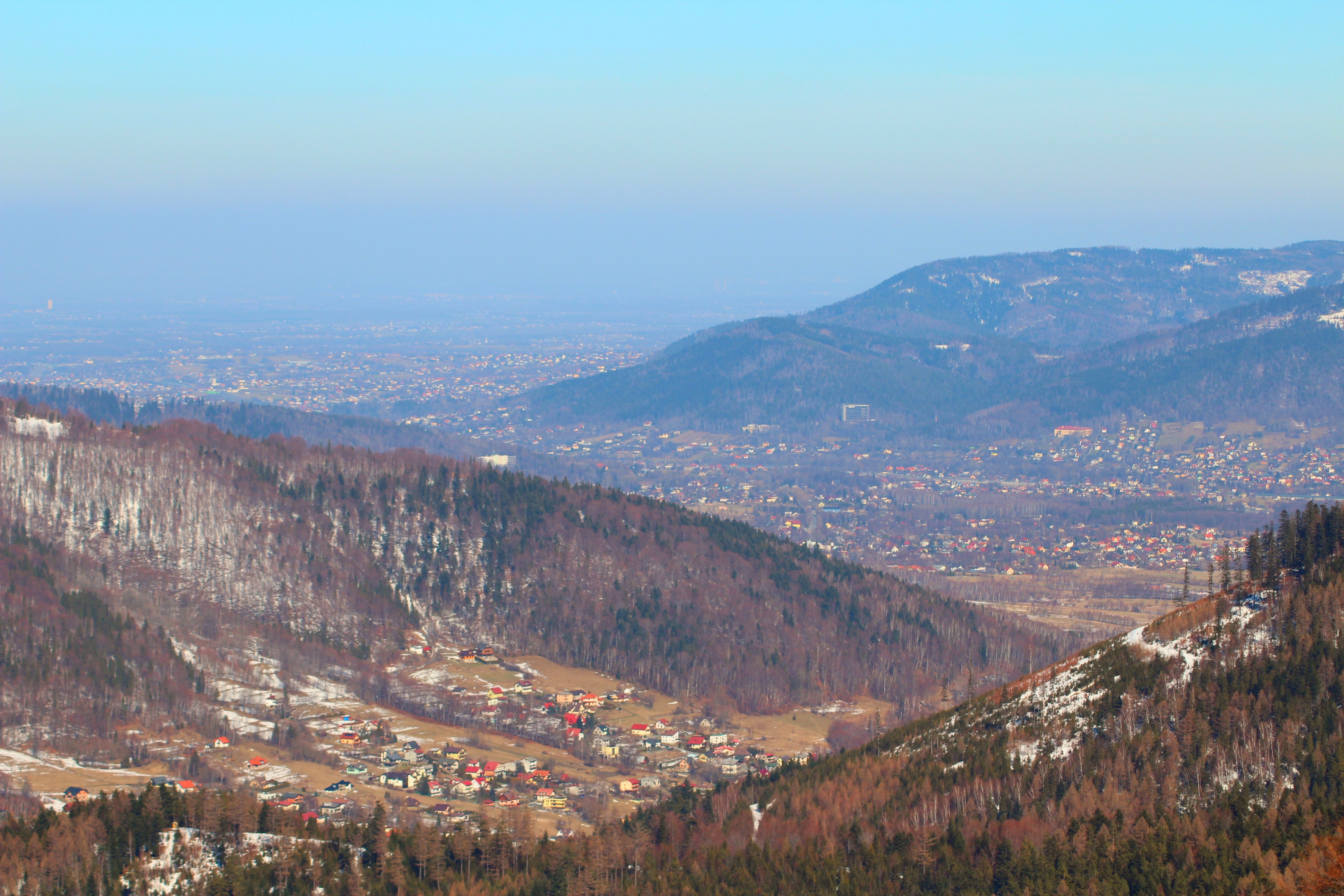
Widok na Bramę Wilkowicką z Bystrej
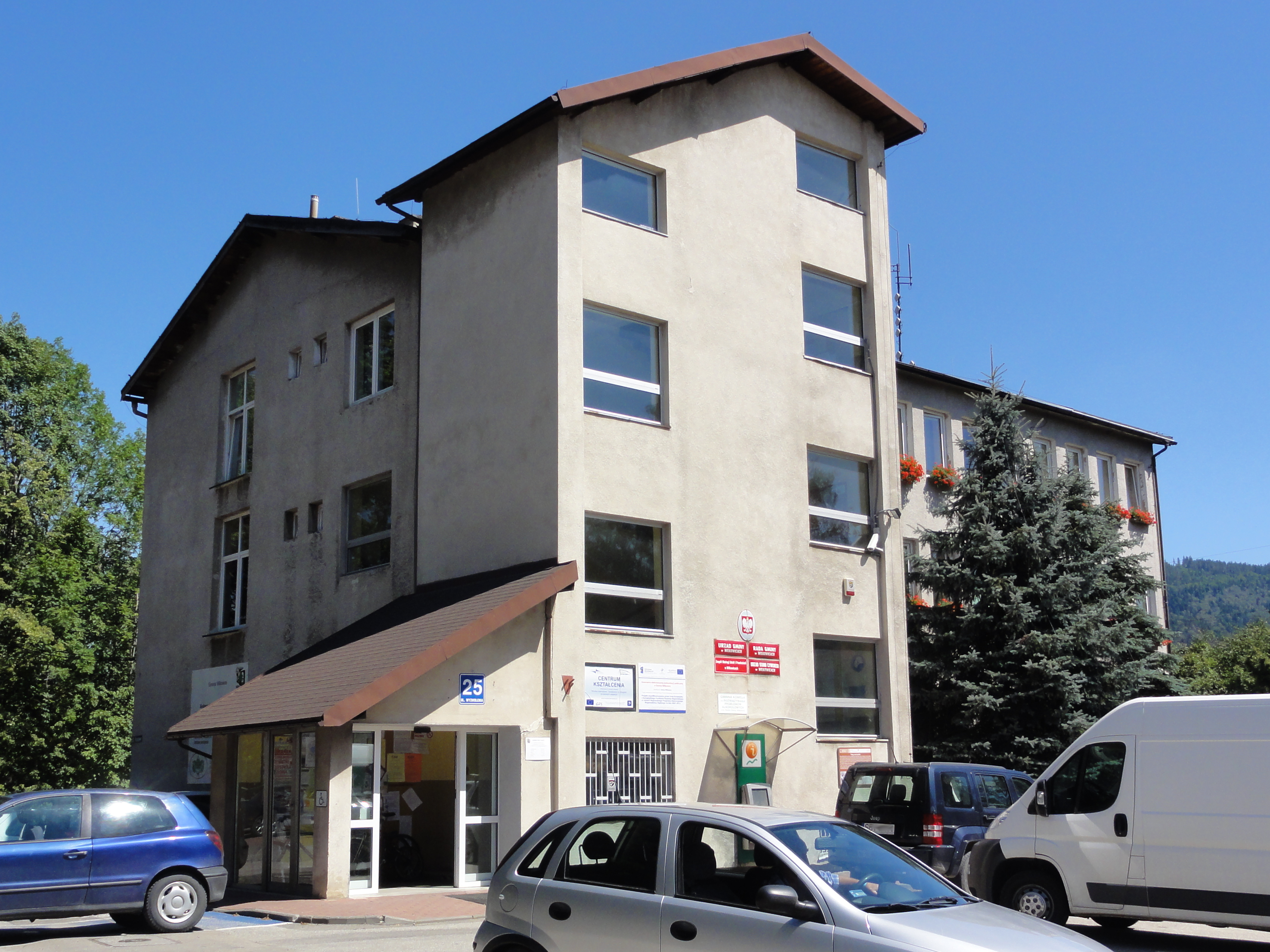
Urząd Gminy Wikowice
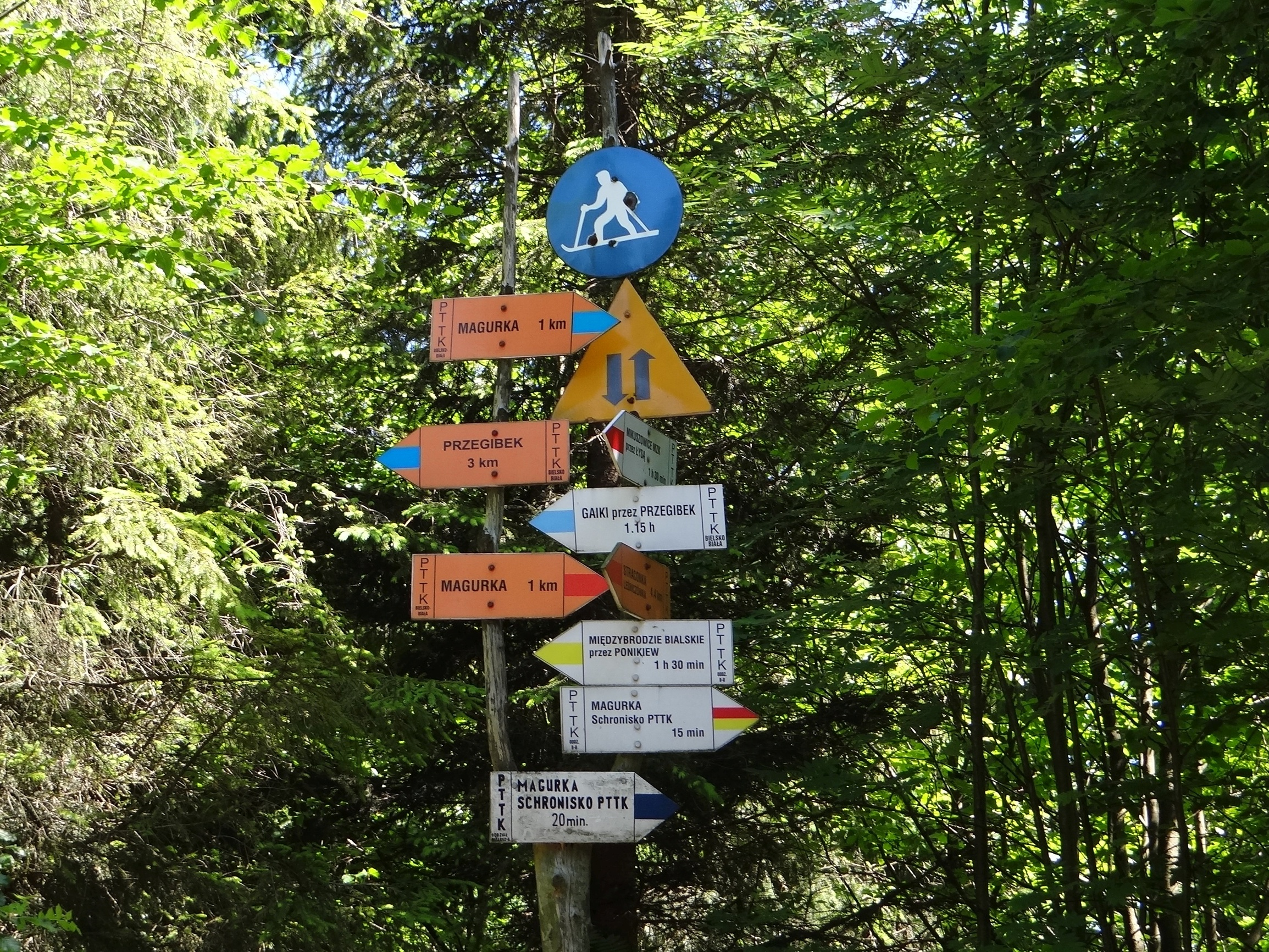
Drogowskazy na Magurce Wilkowickiej
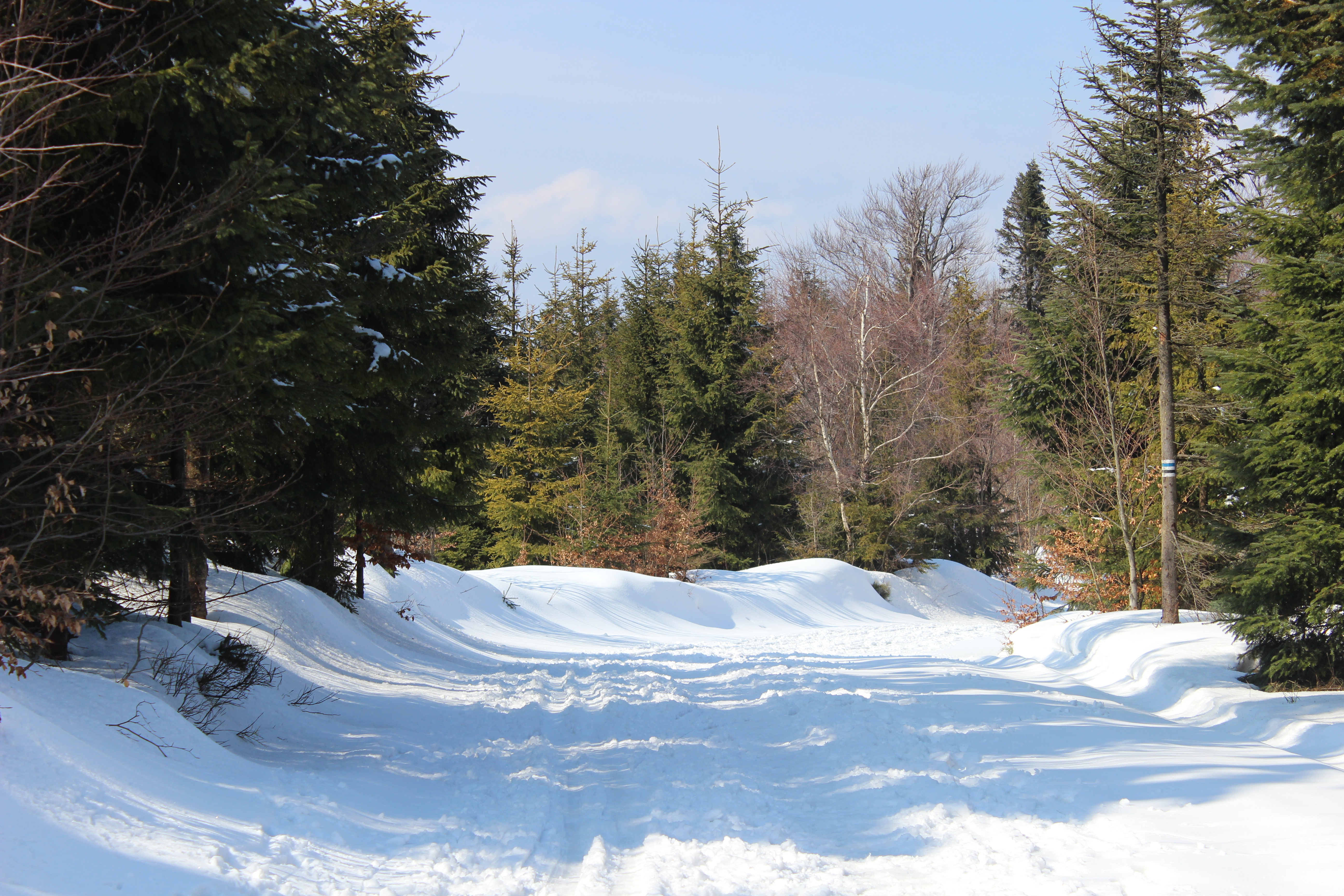
Szlak na Magurkę Wilkowicką zimą
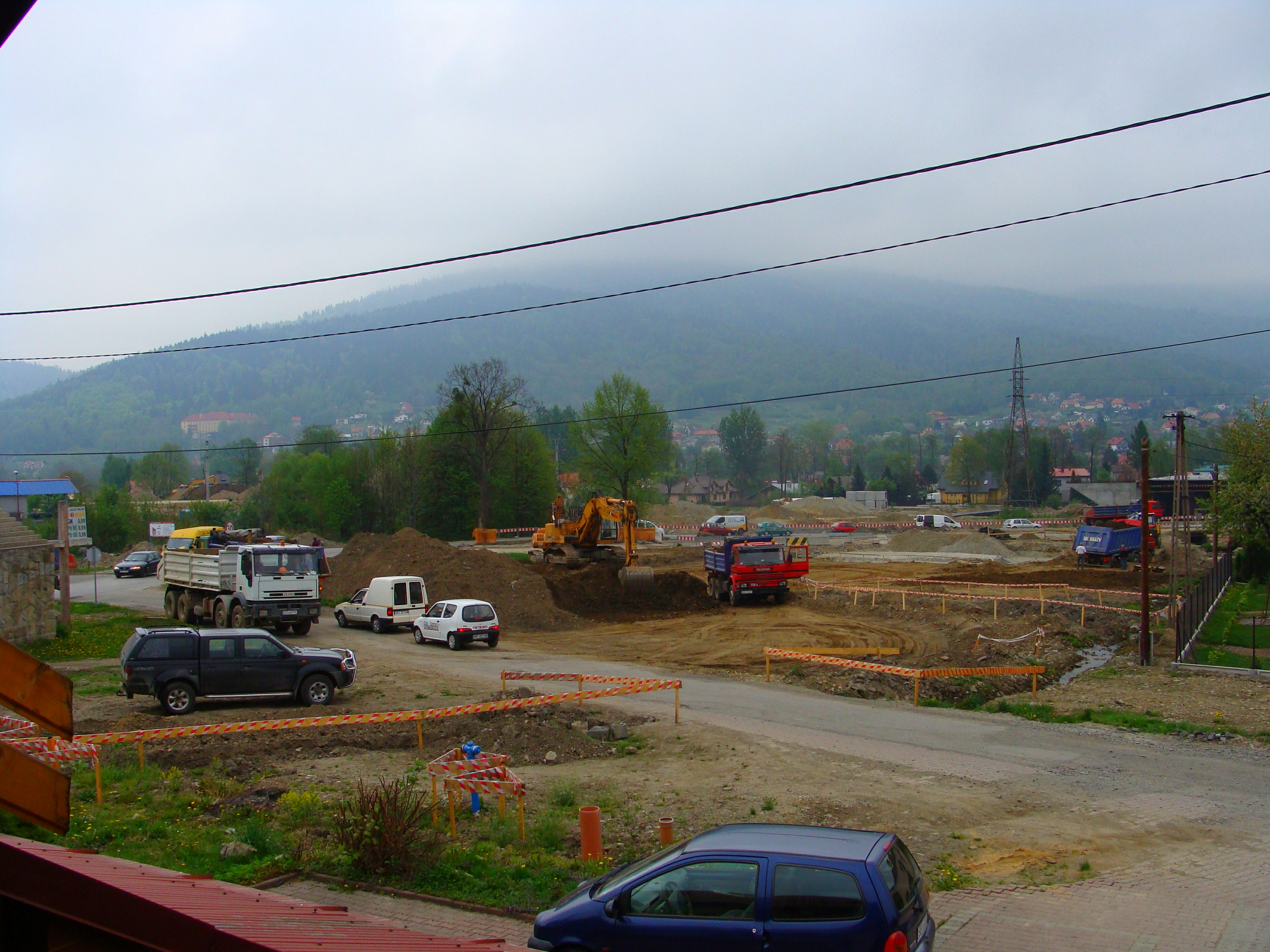
Budowa drogi ekspresowej S1
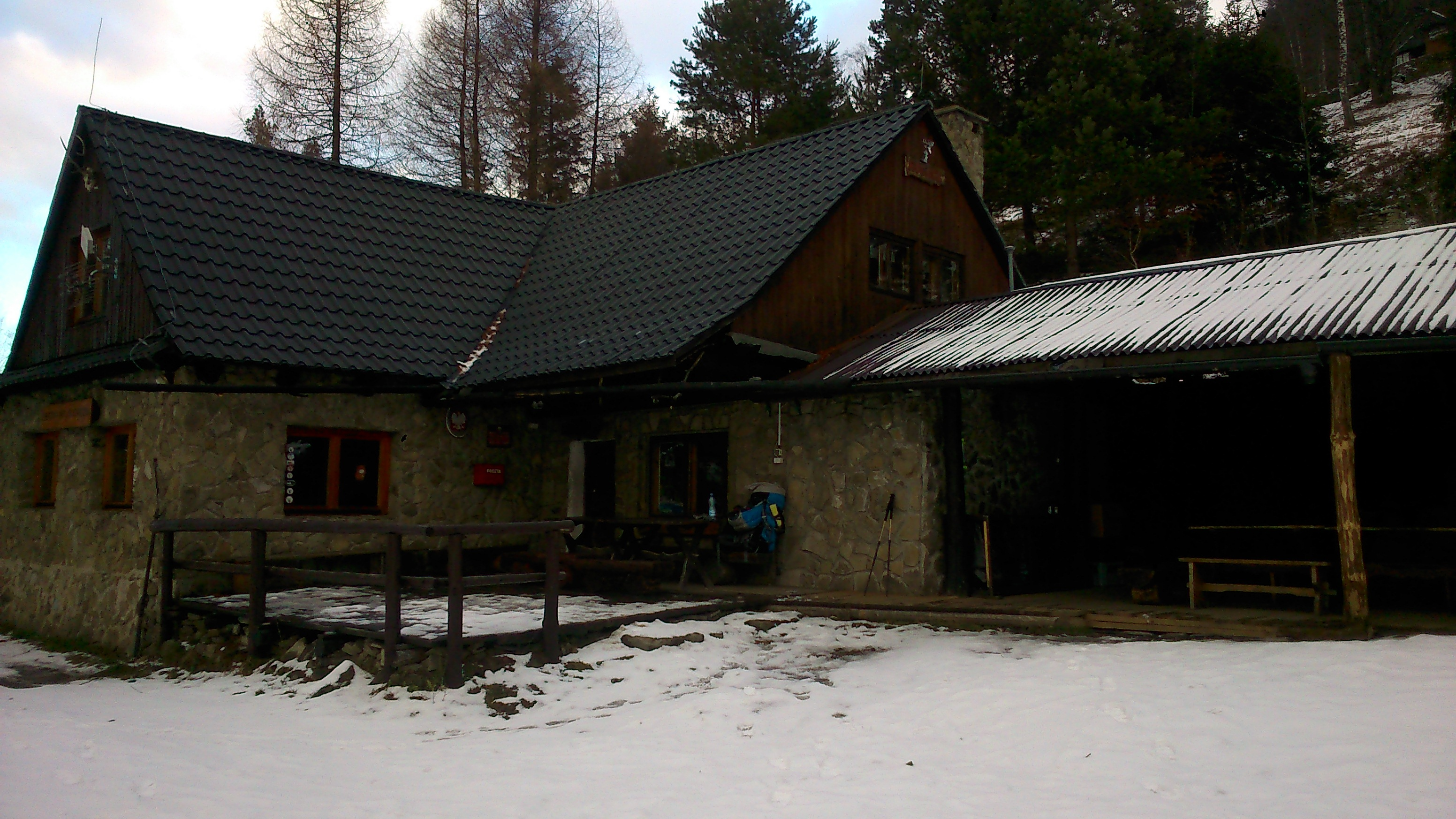
Schronisko na Rogaczu w 2016 roku
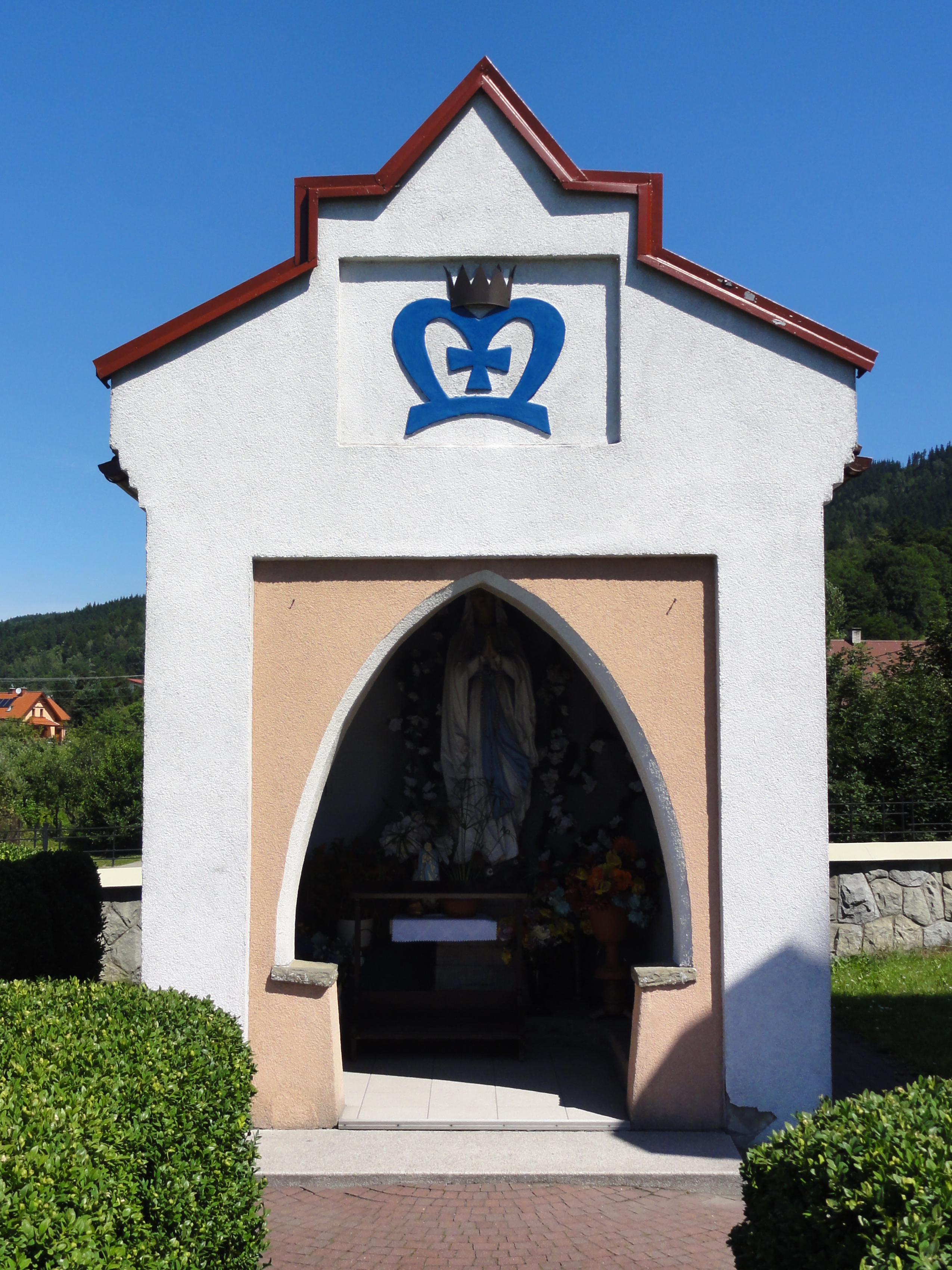
Kaplica przy Kościele św. Michała
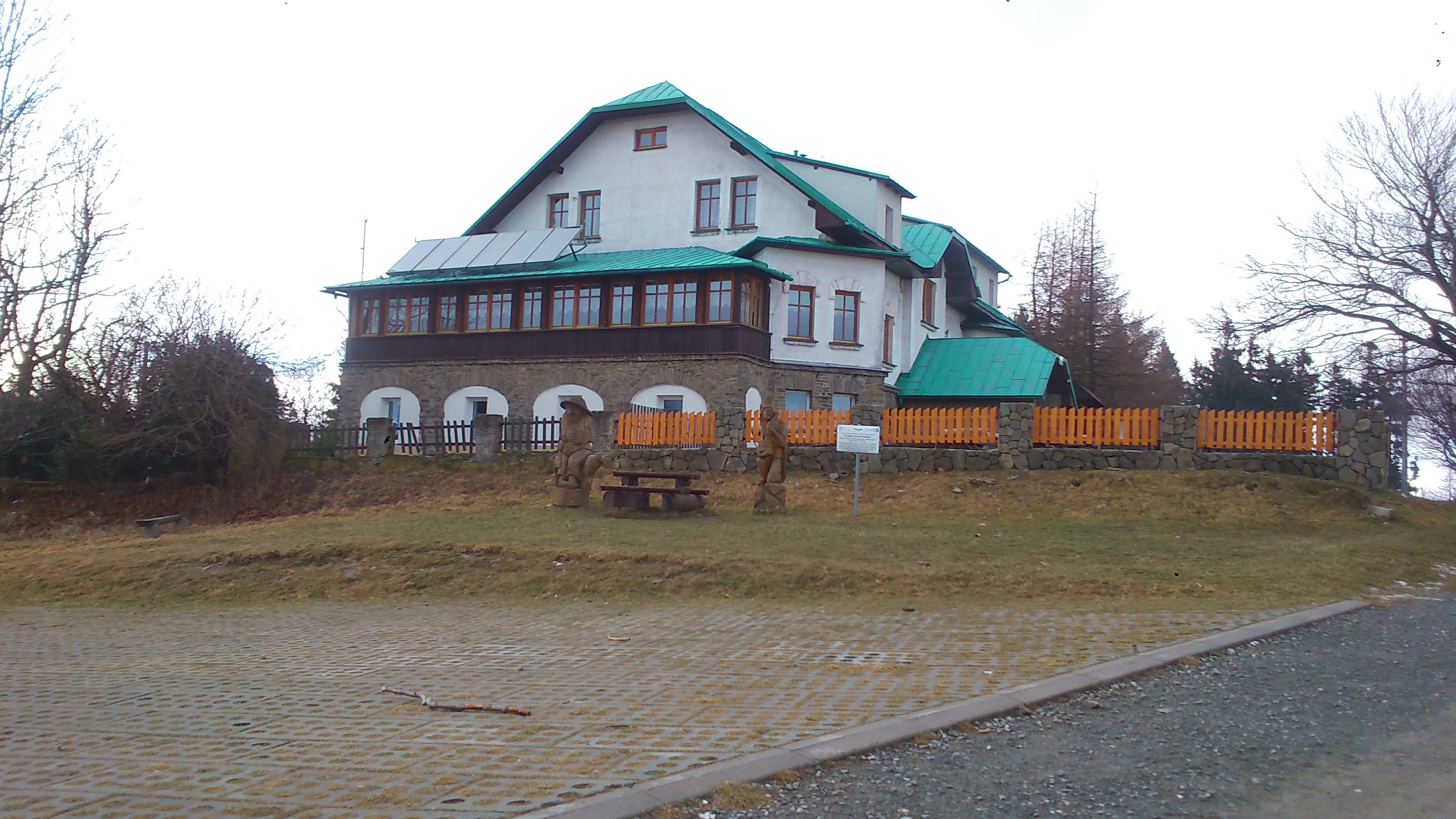
Schronisko turystyczne PTTK na Magurce
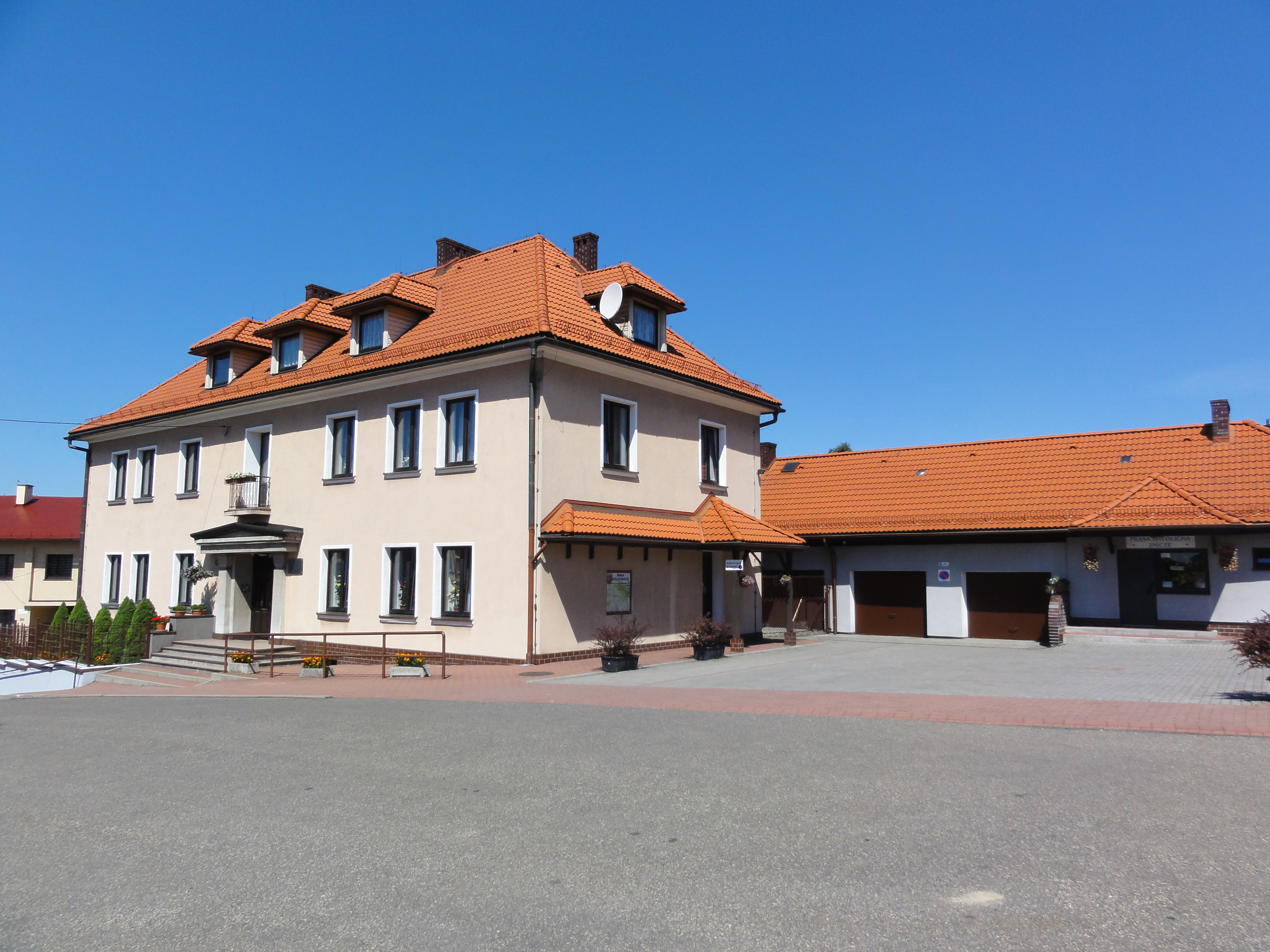
Plebania